# Zālīān
Zālīān (persiska: زاليان, زالِيان, زاليّان) är en ort i Iran.   Den ligger i provinsen Markazi, i den centrala delen av landet, 290 km sydväst om huvudstaden Teheran. Zālīān ligger 2 229 meter över havet och antalet invånare är 580.
Terrängen runt Zālīān är lite kuperad. Runt Zālīān är det ganska tätbefolkat, med 54 invånare per kvadratkilometer. Närmaste större samhälle är Qarah Bonyād, 11,1 km nordost om Zālīān. Trakten runt Zālīān består i huvudsak av gräsmarker.